# ヒラオコジョー・ザ・グループサウンズ
ヒラオコジョー・ザ・グループサウンズは、日本の5人組ロックバンド。略称は「ヒラオコ」。

## 来歴
2009年7月、地元が同じ兵庫県で、それぞれバンドとして活動していたヒラオコジョー、ハラオモイ、コウチケンゴ、タナカケンスケ、そしてタナカの大学時代のサークルの友人であるスナヅカケイの5人で結成。11月12日に初のEP『Tokyo Harmonics』をリリース。
2013年9月4日に2ndミニアルバム『B.C.Eのコンポジション』をリリースし、タワレコメンに選出された。
2017年5月14日に下北沢CLUB Queで行なわれた「ヒラオコ活動休止ライブ」をもって無期限活動休止した。

## メンバー
| 名前           | 担当            | 備考                                                                                        |
| -------------- | --------------- | ------------------------------------------------------------------------------------------- |
| ヒラオコジョー | ボーカル ギター | - 本名は「平尾志信」。 - 兵庫県出身。 - 芸名は平尾の祖父である孤城に由来している。          |
| タナカケンスケ | ギター          | - 本名は「田中健介」。 - 兵庫県出身。                                                       |
| ハラオモイ     | ベース          | - 兵庫県出身。 - 現在はベーシストを引退している。                                           |
| スナヅカケイ   | キーボード      | - 本名は「砂塚恵」（読み同じ）。 - 現在はサポートミュージシャンとして活動している。         |
| コウチケンゴ   | ドラムス        | - 兵庫県出身。 - 2019年にサポートメンバーとして参加していたGOODWARPの正式メンバーとなった。 |

## ディスコグラフィ

### シングル
|            | タイトル       | 収録曲            |           |
| ---------- | -------------- | ----------------- | --------- |
| 1st single | キミガシヌマデ | 01.キミガシヌマデ | ※SOLD OUT |

## ミュージックビデオ
| 曲名                 | 監督                    | 関連作品              |
| -------------------- | ----------------------- | --------------------- |
| 「ヒーロー」         | ハギー（ソレカラ、DQS） |                       |
| 「太陽になりたくて」 | ハギー（ソレカラ、DQS） |                       |
| 「生瞬」             | 加藤マニ                | http://manifilms.net/ |

## タイアップ
| 曲名               | タイアップ                                          |
| ------------------ | --------------------------------------------------- |
| 幸せの近道         | 日本生命キャンペーン「メイク・ハピニング」テーマ曲  |
| 遠い未来と近い将来 | TOKYO FM『Skyrocket Company』2015年11月のプッシュ曲 |

## 出演

### ラジオ番組
- 2015年11月〜 - FM FUJI『ヒラオコRADIO』（毎週土曜日 25:30 - 26:00）